# House of Broken Promises
House of Broken Promises is een Amerikaanse stonerrockband.

## Geschiedenis
House of Broken Promises werd gevormd nadat John Garcia de band Unida had verlaten en zich bij de stonerrockband Hermano had gevoegd. De overige bandleden van Unida vormden in 2004 de band House of Broken Promises. De band maakt deel uit van de Palm Desert Scene.
Na een demo en een splitalbum kwam in 2008 hun eerste album Using the Useless uit.
In 2013 vertelde zanger-gitarist Seay in een interview met The Obelisk dat bassist Eddie Plascencia was vervangen door Joe Mora en dat er werd gewerkt aan een nieuw album.

## Discografie

### Death in Pretty Wrapping (demo uit 2007)
lengte: 20:47 minuten
1. Hold Back the Sin - 5:34
2. This One - 5:05
3. Boundry - 5:21
4. Silver Spoon - 4:47

### House of Broken Promises / Duster69 (split-album uit 2007)
lengte: 8:11 minuten

House of Broken Promises 
1. The Hurt - 4:58

Duster69 
1. Going into Red - 3:13

### Using the Useless (album uit 2008)
lengte: 50:42 minuten
1. Blister - 4:39
2. Obey the Snake - 4:33
3. Physco Plex - 5:19
4. Highway Grit - 4:30
5. Justify - 4:11
6. Torn - 4:44
7. Buried Away - 5:10
8. Broken Life - 4:29
9. Walk On By - 4:34
10. Ladron (spaanse versie) - 3:29
11. The Hurt (Paid My Dues) - 5:04

## Bezetting
- Joe Mora - basgitaar en zang
- Miguel Cancino - drum, zang
- Arthur Seay - gitaar, zang